# Me’ir Kahane
Me’ir Kahane (hebr.: מאיר כהנא, ang.: Meir Kahane, ur. 1 sierpnia 1932 w Nowym Jorku, zm. 5 listopada 1990 tamże) – amerykańsko-izraelski rabin, publicysta i działacz społeczny, polityk, założyciel Jewish Defense League oraz organizacji i partii Kach. W latach 1984–1988 poseł do Knesetu. Od jego nazwiska pochodzi określenie „kahanizm”.

## Życiorys
Urodził się w nowojorskim Brooklynie 1 sierpnia 1932 roku. Uczęszczał do religijnej szkoły średniej, a następnie w jesziwie Mir wykształcił się na rabina. W latach 1946–1951 działał w nowojorskim oddziale ruchu Bejtar, w latach 1952–1954 w ruchu Bene Akiwa. W Brooklyn College studiował historię i nauki polityczne, następnie zdobył tytuł Master of Arts ze stosunków międzynarodowych na New York University oraz z prawa w New York Law School.
W latach 1958–1960 był rabinem Howard Beach w Queens. Od 1961 roku aż do śmierci był stałym publicystą tygodnika „The Jewish Press”, w latach 1962–1969 był redaktorem pisma. W 1968 założył kontrowersyjną Jewish Defense League – prawicową paramilitarną organizację żydowską, która w latach siedemdziesiątych przeprowadzała zamachy bombowe.
Od końca lat sześćdziesiątych publikował książki na tematy żydowskie i izraelskie. W 1971 wyemigrował do Izraela, gdzie w 1974 założył, a następnie przewodniczył organizacji i partii Kach. W wyborach parlamentarnych w 1984 po raz pierwszy i jedyny dostał się do izraelskiego parlamentu, jako jedyny przedstawiciel partii Kach. W Knesecie XI kadencji zasiadał w komisjach spraw gospodarczych oraz absorpcji imigrantów. W kolejnych wyborach nie udało mu się dokonać reelekcji.
Zamordowany w zamachu w Nowym Jorku 5 listopada 1990.